# Apodemus gurkha
Apodemus gurkha là một loài động vật có vú trong họ Chuột, bộ Gặm nhấm. Loài này được Thomas mô tả năm 1924. Đây là loài đặc hữu của Nepal.